# Frederico, Duque de Eslésvico-Holsácia-Sonderburgo-Glucksburgo
Frederico, Duque de Eslésvico-Holsácia-Sonderburgo-Glucksburgo (23 de Outubro de 1814 – 27 de Novembro de 1885) foi o terceiro Duque de Eslésvico-Holsácia-Sonderburgo-Glucksburgo. Frederico era o segundo filho mais velho de Frederico Guilherme, Duque de Eslésvico-Holsácia-Sonderburgo-Glucksburgo e da princesa Luísa Carolina de Hesse-Cassel e irmão mais velho do rei Cristiano IX da Dinamarca. Frederico herdou o título de Duque de Eslésvico-Holsácia-Sonderburgo-Glucksburgo (Schleswig-Holstein-Sonderburg-Glücksburg) quando o seu irmão Carlos, Duque de Eslésvico-Holsácia-Sonderburgo-Glucksburgo morreu sem deixar descendentes a 24 de Outubro de 1878.

## Casamento e descendência
Frederico casou-se com a princesa Adelaide de Eschaumburgo-Lipa, segunda filha mais velha de Jorge Guilherme, Príncipe de Eschaumburgo-Lipa e da sua esposa, a princesa Ida de Waldeck e Pyrmont, a 16 de Outubro de 1841 em Buckeburgo, Eschaumburgo-Lipa. Frederico e Adelaide tiveram cinco filhos:
1. Augusta de Eslésvico-Holsácia-Sonderburgo-Glucksburgo (27 de Fevereiro de 1844 – 16 de Setembro de 1932), casada com o príncipe Guilherme de Hesse-Philippsthal-Barchfeld; com descendência.
2. Frederico Fernando, Duque de Eslésvico-Holsácia (12 de Outubro de 1855 – 21 de Janeiro de 1934), casado com a princesa Carolina Matilde de Eslésvico-Holsácia-Sonderburgo-Augustemburgo; com descendência.
3. Luísa de Eslésvico-Holsácia-Sonderburgo-Glucksburgo (6 de Janeiro de 1858 – 2 de Julho de 1936), casada com Jorge Vítor, Príncipe de Waldeck e Pyrmont; com descendência.
4. Maria de Eslésvico-Holsácia-Sonderburgo-Glucksburgo (31 de Agosto de 1859 – 26 de Junho de 1941), nunca se casou nem deixou descendentes.
5. Alberto de Eslésvico-Holsácia-Sonderburgo-Glucksburgo (15 de Março de 1863 – 23 de Abril de 1948), casado primeiro com a condessa Ortrud de Isemburgo e Budinga; com descendência. Casado depois com a condessa Hertha de Isemburgo e Budinga; com descendência.

## Títulos, formas de tratamento, honras e brasão de armas

### Títulos e formas de tratamento
- 23 de Outubro de 1814 – 6 de Julho de 1825: Sua Alteza Sereníssima, o príncipe Frederico de Eslésvico-Holsácia-Sonderburgo-Beck
- 6 de Julho de 1825 – 19 de Dezembro de 1863: Sua Alteza Sereníssima, o príncipe Frederico de Eslésvico-Holsácia-Sonderburgo-Glucksburgo
- 19 de Dezembro de 1863 – 24 de Outubro de 1878: Sua Alteza, o príncipe Frederico de Eslésvico-Holsácia-Sonderburgo-Glucksburgo
- 24 de Outubro de 1878 – 27 de Novembro de 1885: Sua Alteza, o duque de Eslésvico-Holsácia-Sonderburgo-Glucksburgo

## Genealogia
| Frederico, Duque de Eslésvico-Holsácia-Sonderburgo-Glucksburgo | Pai: Frederico Guilherme, Duque de Eslésvico-Holsácia-Sonderburgo-Glucksburgo | Avô paterno: Frederico Carlos Luís, Duque de Eslésvico-Holsácia-Sonderburgo-Beck | Bisavô paterno: Carlos António Augusto, Duque de Eslésvico-Holsácia-Sonderburgo-Beck |
| Frederico, Duque de Eslésvico-Holsácia-Sonderburgo-Glucksburgo | Pai: Frederico Guilherme, Duque de Eslésvico-Holsácia-Sonderburgo-Glucksburgo | Avô paterno: Frederico Carlos Luís, Duque de Eslésvico-Holsácia-Sonderburgo-Beck | Bisavó paterna: Carlota de Dohna-Leistenau                                           |
| Frederico, Duque de Eslésvico-Holsácia-Sonderburgo-Glucksburgo | Pai: Frederico Guilherme, Duque de Eslésvico-Holsácia-Sonderburgo-Glucksburgo | Avó paterna: Frederica Amália de Schlieben                                       | Bisavô paterno: Karl Leopold von Schlieben                                           |
| Frederico, Duque de Eslésvico-Holsácia-Sonderburgo-Glucksburgo | Pai: Frederico Guilherme, Duque de Eslésvico-Holsácia-Sonderburgo-Glucksburgo | Avó paterna: Frederica Amália de Schlieben                                       | Bisavó paterna: Marie Eleanore von Lehndorff                                         |
| Frederico, Duque de Eslésvico-Holsácia-Sonderburgo-Glucksburgo | Mãe: Luísa Carolina de Hesse-Cassel                                           | Avô materno: Carlos de Hesse-Cassel                                              | Bisavô materno: Frederico II, Conde de Hesse-Cassel                                  |
| Frederico, Duque de Eslésvico-Holsácia-Sonderburgo-Glucksburgo | Mãe: Luísa Carolina de Hesse-Cassel                                           | Avô materno: Carlos de Hesse-Cassel                                              | Bisavó materna: Maria da Grã-Bretanha                                                |
| Frederico, Duque de Eslésvico-Holsácia-Sonderburgo-Glucksburgo | Mãe: Luísa Carolina de Hesse-Cassel                                           | Avó materna: Luísa da Dinamarca                                                  | Bisavô materno: Frederico V da Dinamarca                                             |
| Frederico, Duque de Eslésvico-Holsácia-Sonderburgo-Glucksburgo | Mãe: Luísa Carolina de Hesse-Cassel                                           | Avó materna: Luísa da Dinamarca                                                  | Bisavó materna: Luísa da Grã-Bretanha                                                |

## References
1. 1 2 3 4 5  Darryl Lundy (17 de junho de 2003). «Friedrich Herzog zu Schleswig-Holstein-Sonderburg-Glücksburg». thePeerage.com. Consultado em 2 de setembro de 2008
2. 1 2 3 4 5  Paul Theroff. «SCHLESWIG-HOLSTEIN». Paul Theroff's Royal Genealogy Site. Consultado em 2 de setembro de 2008